# Królestwo Wielkiej Syrii

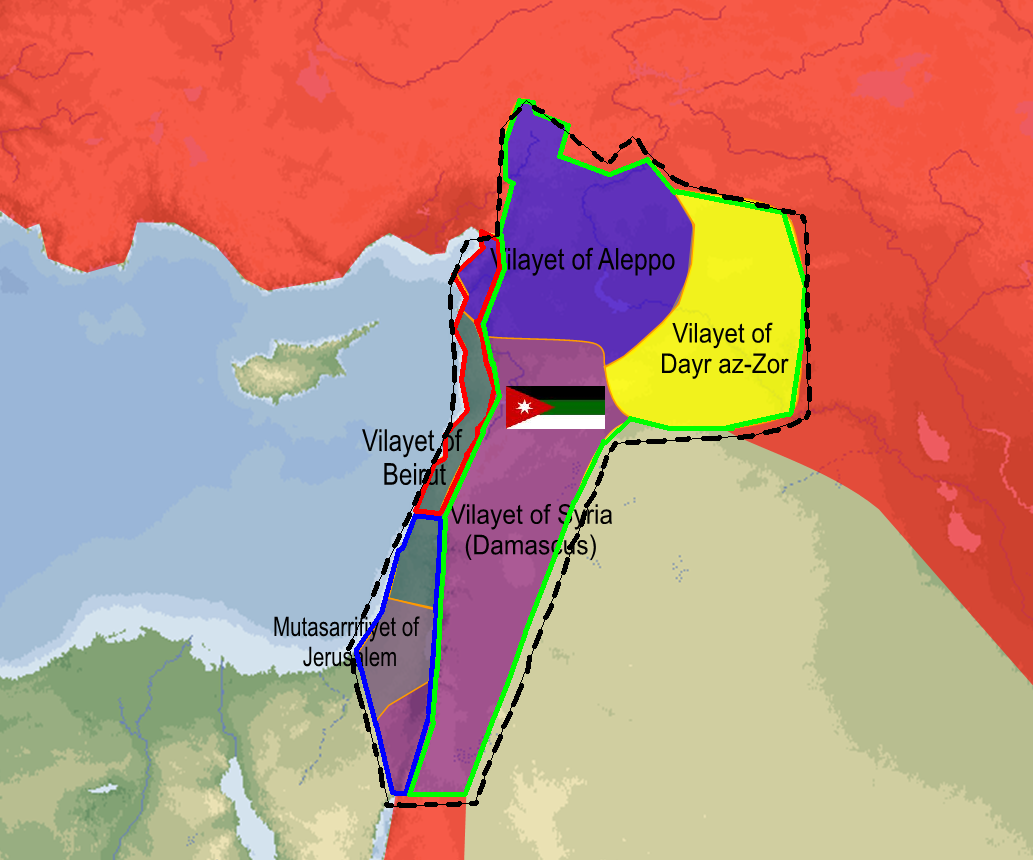
Granice Królestwa Wielkiej Syrii

Królestwo Wielkiej Syrii – historyczne państwo na Bliskim Wschodzie, pierwsze nowoczesne państwo arabskie. Jego powstanie zostało proklamowane 8 marca 1920. Utworzenie Wielkiej Syrii nie zostało uznane przez mocarstwa, kres zaś jego istnieniu położyło wkroczenie wojsk francuskich do Damaszku 24 lipca 1920 i ustanowienie mandatu francuskiego zgodnie z postanowieniami konferencji w San Remo opartych z kolei na wcześniejszych ustaleniach umowy Sykes-Picot.

## Historia

### Okoliczności powstania
Dążenia niepodległościowe pojawiły się wśród arabskiej ludności Syrii pod panowaniem osmańskim w II poł. XIX w. wraz z odrodzeniem kulturalnym Arabów. Wyrażali je głównie coraz bardziej liczebni intelektualiści (nauczyciele, dziennikarze, przedstawiciele wolnych zawodów) oraz część mieszczaństwa, zwłaszcza zajmującego się handlem, zarówno muzułmanie, jak i chrześcijanie. Początkowo Arabowie domagali się jedynie równouprawnienia z Turkami, respektowania konstytucji z 1876. Pierwszy manifest wzywający do walki o suwerenną Syrię napisany został przez anonimowego autora w 1880. Władze osmańskie zdawały sobie sprawę z tego, że ruch syryjski może być szczególnie niebezpieczny dla państwa tureckiego, gdyż Arabowie syryjscy byli lepiej od innych Arabów wykształceni i świadomi swojej odrębności kulturalnej. W związku z tym zwalczały go różnymi środkami, rozbijając tajne stowarzyszenia niepodległościowe i mianując lojalnych Arabów syryjskich na stanowiska państwowe. Po  rewolucji młodotureckiej przedstawiciele syryjskiej inteligencji zostali dopuszczeni do konsultacji w sprawie konstytucji z 1876, mieli również możliwość otwartego prezentowania swoich postulatów. Szybko jednak nowe władze przyjęły politykę turkizacji, odrzucając arabskie żądania autonomii i równouprawnienia językowego. Arabowie syryjscy zaczęli wówczas tworzyć podziemne organizacje niepodległościowe. Miały one charakter ogólnoarabski, jednak właśnie Syryjczycy stanowili większość wśród aktywistów. Gdy w 1915 Turcy, obawiając się dywersji arabskiej, podjęli represje przeciwko działaczom podejrzanym o antyturecką działalność, dotknęły one w największym stopniu właśnie działaczy syryjskich. 6 maja 1916 w Damaszku na rozkaz Dżemala Paszy publicznie straconych zostało 21 byłych deputowanych parlamentu tureckiego, uznanych za winnych zdrady, spisku antypaństwowego i dążenia do oderwania od Imperium Osmańskiego prowincji syryjskich. Byli wśród nich przywódcy organizacji arabskiej Al-Fatat. Pozostali na wolności działacze Al-Fatat nawiązali kontakty z Fajsalem, synem szarifa Mekki Husajna, i uznali jego przywództwo w ruchu wyzwoleńczym Arabów.
Arabscy działacze wzięli udział w powstaniu arabskim, którego rozpoczęcie ogłosił w czerwcu 1916 szarif Mekki Husajn. Siły Arabów wsparły działania armii gen. Edmunda Allenby’ego na Bliskim Wschodzie. 1 października 1918 Arabowie wkroczyli do Damaszku. Zwolennicy utworzenia na ziemiach syryjskich arabskiego królestwa rządzonego przez syna szarifa Husajna i przywódcę powstania, Fajsala, byli najpoważniejszą siłą polityczną w regionie. Przybywając do kolejnych syryjskich miast, Fajsal zapowiadał tworzenie państwa arabskiego, świeckiego, w którym muzułmanie, chrześcijanie i Żydzi mieli posiadać identyczne prawa i obowiązki. Miało być to również państwo federacyjne, uwzględniające różnice regionalne między Arabami.

### Tworzenie państwa arabskiego
W październiku 1918 Fajsal ogłosił powstanie niepodległego państwa arabskiego i zaczął organizować jego administrację. Emir i jego zwolennicy byli początkowo przekonani, że Wielka Brytania wywiąże się z wcześniejszych deklaracji poparcia dla niepodległego państwa arabskiego w Syrii. Ponadto był on faktycznie uzależniony od poparcia brytyjskiego, gdyż to wojska brytyjskie, a nie arabscy powstańcy, pokonały Imperium Osmańskie na Bliskim Wschodzie. Syria była areną rywalizacji między mocarstwami. Brytyjczycy, popierając Fajsala, dążyli do osłabiania wpływów francuskich, zakładając równocześnie, że nowe państwa arabskie będą sterowane przez Londyn. W 1918 ziemie syryjskie podzielone były na strefę brytyjską na południu, francuską na północy i kontrolowaną przez wojska Fajsala. Rozciągała się ona między Antylibanem a Górami Alawickimi. Większość urzędników państwowych pracowała wcześniej w administracji osmańskiej, dominowali Syryjczycy, zarówno muzułmanie, jak i chrześcijanie. Rząd działał na rzecz zmodernizowania kraju, utworzył szereg nowych szkół różnych stopni, opracował program nauczania dla szkół ogólnokształcących, rolniczych, prawniczych, medycznych, wydawał podręczniki. W 1919 w Damaszku otwarta została Akademia Arabska. Rozpoczęto tworzenie systemu publicznej służby zdrowia. Władze zaczęły również rozbudowywać infrastukturę drogową i utworzyły Bank Rolny, który miał udzielać rolnikom niskooprocentowanych pożyczek.

### Starania o uznanie międzynarodowe

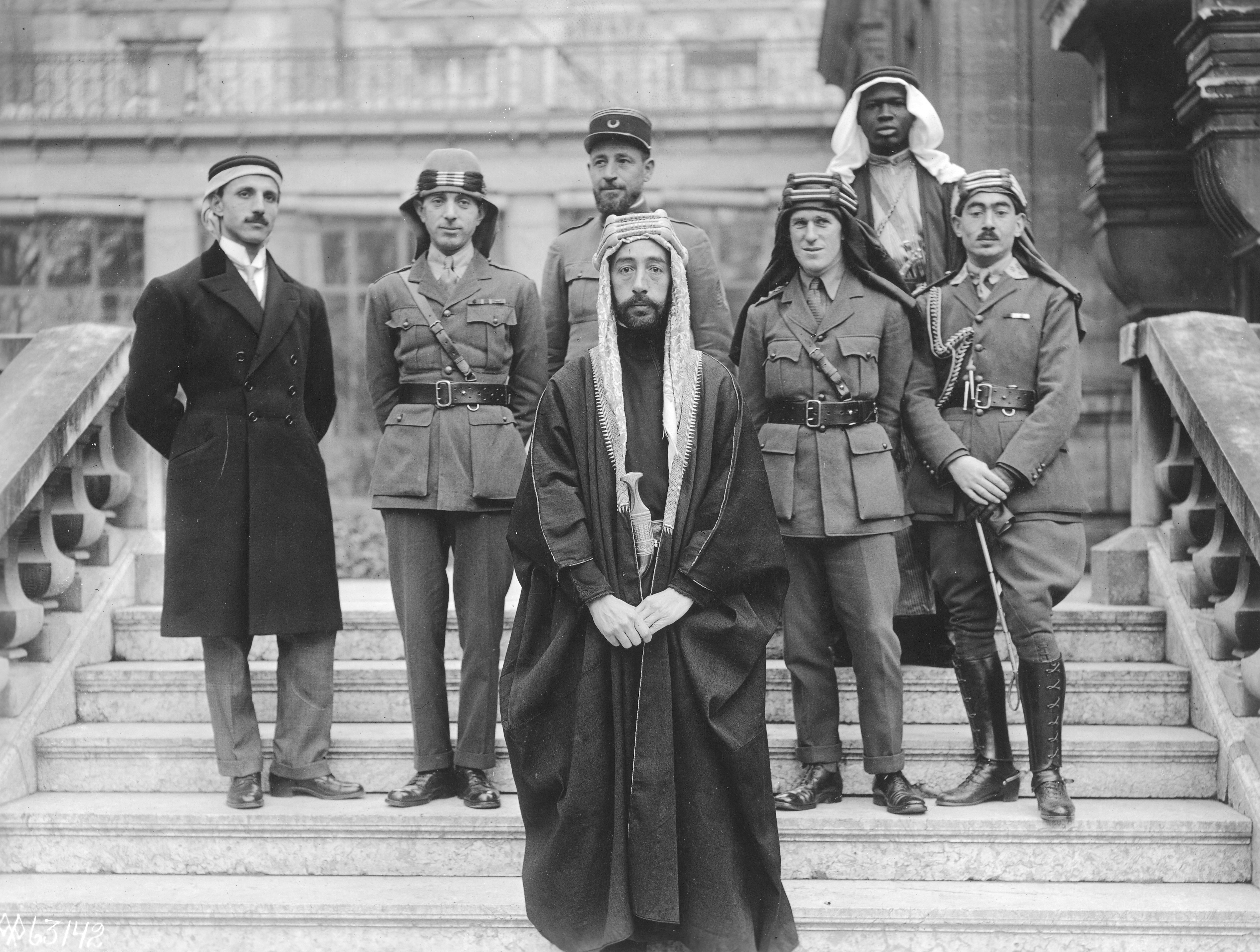
Delegacja arabska (syryjska) na konferencji pokojowej w Paryżu

W listopadzie 1918 Fajsal udał się na konferencję pokojową do Paryża. Odmówiono mu prawa do występowania w imieniu wszystkich Arabów i przedstawiono oficjalnie jako delegata z Hidżazu. Fajsal domagał się uznania państwa arabskiego od Aleksandretty do granicy z Persją, powołując się na zasadę samostanowienia narodów. Twierdził, że społeczeństwo syryjskie było na tyle dojrzałe politycznie, by móc zorganizować nowoczesne, w pełni suwerenne państwo. Zorientował się jednak, że wielkie mocarstwa zamierzają podzielić strefy wpływów na Bliskim Wschodzie zgodnie z umową Sykes-Picot.

### Kongres Narodowy

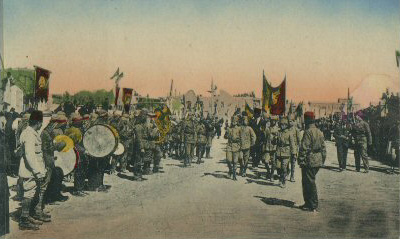
Ogłoszenie koronacji Fajsala na króla Wielkiej Syrii

Orientując się coraz lepiej w sytuacji międzynarodowej, Fajsal próbował wzmocnić pozycję państwa arabskiego, doprowadzając do jednostronnego ogłoszenia niepodległości. W tym celu rozpisał wybory do parlamentu, który następnie przyjął nazwę Kongresu Narodowego. 10 czerwca 1919 Kongres Narodowy wezwał do utworzenia państwa pod nazwą Wielka Syria z Fajsalem jako królem. 2 lipca Kongres wyraził żądanie uznania całkowitej niepodległości państwa. Stwierdził również, że gdyby społeczność międzynarodowa uznała Syryjczyków za niezdolnych do zażądania krajem, mandat nad Syrią powinien zostać powierzony USA lub Wielkiej Brytanii, w żadnym zaś wypadku Francji. Kongres stwierdził także, że w skład państwa syryjskiego powinna wejść Palestyna, a plany syjonistów dotyczące utworzenia państwa żydowskiego były bezpodstawne. Utworzona przez aliantów komisja Kinga-Crane’a stwierdziła, że takie stanowisko Kongresu było podzielane przez większość syryjskiego społeczeństwa. Raport komisji, jako sprzeczny z polityką brytyjską i francuską, został jednak utajniony; jego treść podano do wiadomości publicznej dopiero w 1922.

### Upadek państwa
15 września 1919 Wielka Brytania, zawierając z Francją porozumienie w Deauville, zgodziła się wycofać wojska z Syrii i pozostawić Francji wolną rękę w zakresie dalszych działań na tym terenie. Fajsal bezskutecznie protestował. Do końca listopada 1919 wojska brytyjskie opuściły Syrię. Nie widząc innych możliwości ocalenia państwowości arabskiej, Fajsal zadeklarował gotowość do zaakceptowania francuskiej obecności w Libanie i na wybrzeżu syryjskim w zamian za uznanie królestwa Syrii ze stolicą w Damaszku. W północnej Syrii doszło do walk między oddziałami arabskimi a wojskami francuskimi. Administracja państwowa miała coraz większe trudności w opanowaniu sytuacji w kraju, gdzie szerzył się bandytyzm i przestępczość. Część najbardziej wpływowych syryjskich rodzin nie popierała już panowania Haszymitów. Na początku 1920 alianci przestali dofinansowywać Fajsala i jego arabskie oddziały. Ustępstwa emira wobec Francji, jak również sama polityka francuska wobec Syrii, spotkała się z gwałtownymi protestami Syryjczyków, zwłaszcza żyjących w miastach.
W marcu 1920 Kongres Narodowy ogłosił Fajsala królem Wielkiej Syrii. 7 maja został on koronowany, krótko potem wydano syryjską konstytucję. Francja i Wielka Brytania były natomiast zdecydowane podzielić strefy wpływów na Bliskim Wschodzie zgodnie z umową Sykes-Picot. Na konferencji w San Remo postanowiono ustanowić na terenie Wielkiej Syrii terytorium mandatowe francuskie oraz brytyjskie. Administratorem Syrii i Libanu z ramienia Francji został gen. Henri Gouraud. 14 lipca generał wystosował do króla Fajsala ultimatum, w którym żądał zgody na utworzenie w Syrii swojego terytorium mandatowego, żądał zredukowania armii syryjskiej i przekazania Francuzom kontroli nad główną linią kolejową. Sam król był skłonny zaakceptować takie rozwiązanie, które w jego ocenie było jedyną szansą na zachowanie jakiejkolwiek formy arabskich rządów w Syrii. Kongres Narodowy chciał jednak zbrojnie walczyć o niepodległość. Fajsal uważał wszelki opór za beznadziejny i rozwiązał Kongres. Wydał rozkazy, by wojsko syryjskie nie broniło się. Jego poleceń nie posłuchał minister wojny Jusuf al-Azma, który na czele ok. 5 tys. źle uzbrojonych żołnierzy i ochotników stoczył z armią francuską bitwę pod Majsalun w okolicach Damaszku. Zakończyła się ona klęską Syryjczyków. Fajsal bezskutecznie ubiegał się o zachowanie chociaż części utworzonej przez siebie administracji arabskiej. Gdy Francuzi odmówili jakichkolwiek rozmów z nim, 2 sierpnia 1920 wyjechał do Palestyny. Upadek państwa nie oznaczał stłumienia aspiracji elit syryjskich do niepodległości. Już w 1921 doszło do pierwszych antyfrancuskich protestów oraz do wybuchu powstania Ibrahima Hananu, które zostało stłumione przez wojsko francuskie.